# 北投溫泉
25°08′10″N 121°30′35″E / 25.136163°N 121.509675°E
北投溫泉位於台灣臺北市北投區，依範圍大小有廣義及狹義兩種說法。廣義的北投溫泉，泛指臺灣北部紗帽山、大屯火山群、七星山火山岩層間、金山斷層等地，沿磺溪谷地分布之溫泉，包括地熱谷溫泉、硫磺谷溫泉、頂北投溫泉、雙重溪溫泉（行義路溫泉區）和龍鳳谷溫泉等。狹義的北投溫泉，依泉質可分為青磺泉的地熱谷溫泉、白磺泉的硫磺谷溫泉和位於頂北投、雙重溪北面及南磺溪上游山谷內的鐵磺泉。

## 泉質

### 青磺泉

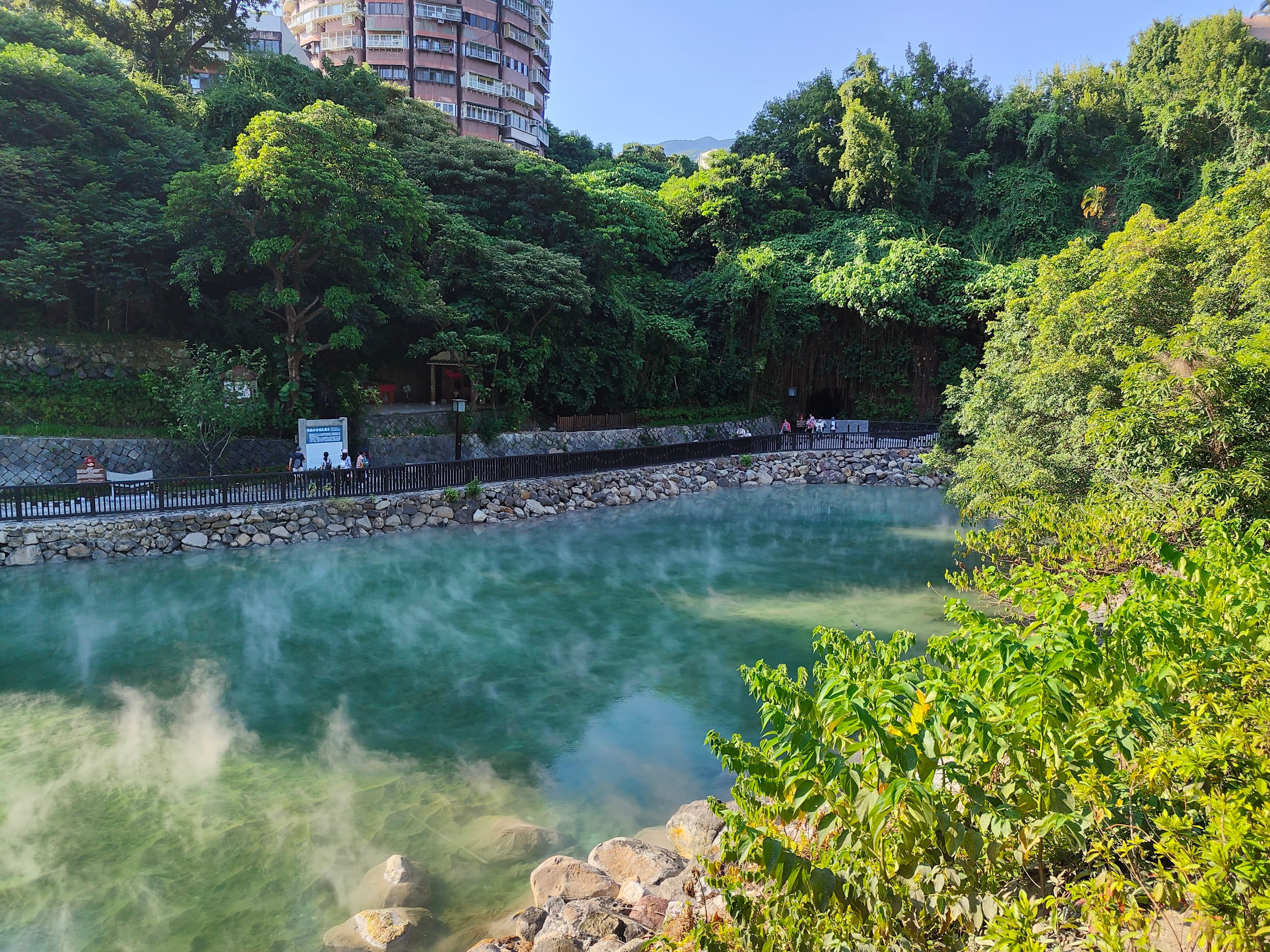
地熱谷溫泉終年煙霧嬝繞

青磺泉為天然湧泉，地熱谷溫泉便是青磺泉，水色半透明中帶著微綠，具有硫磺味，水溫約50-75℃，酸鹼值為pH1-2，硫酸根離子約2600ppm、氯離子約3000ppm、鈉離子約1000ppm，是一種酸性硫酸鹽氯化物泉。

#### 地熱谷溫泉
地熱谷一帶開發於1911年，由於曾有遊客失足跌入高溫區域而被燙死，因此地熱谷昔日稱作地獄谷或鬼谷，北投當地居民則稱之磺水頭，也因其水色呈綠色而有玉泉谷之稱。周圍的地質為中新世沉積岩，也可觀察到安山熔岩流，泉溫高達90℃，酸鹼值約pH1.4，每日出水量約為2000立方公尺。在地熱谷下游約150公尺處，是孕育具放射性的北投石的重要地點，但因人為破壞，現時只能在北投溫泉博物館中欣賞。

### 白磺泉

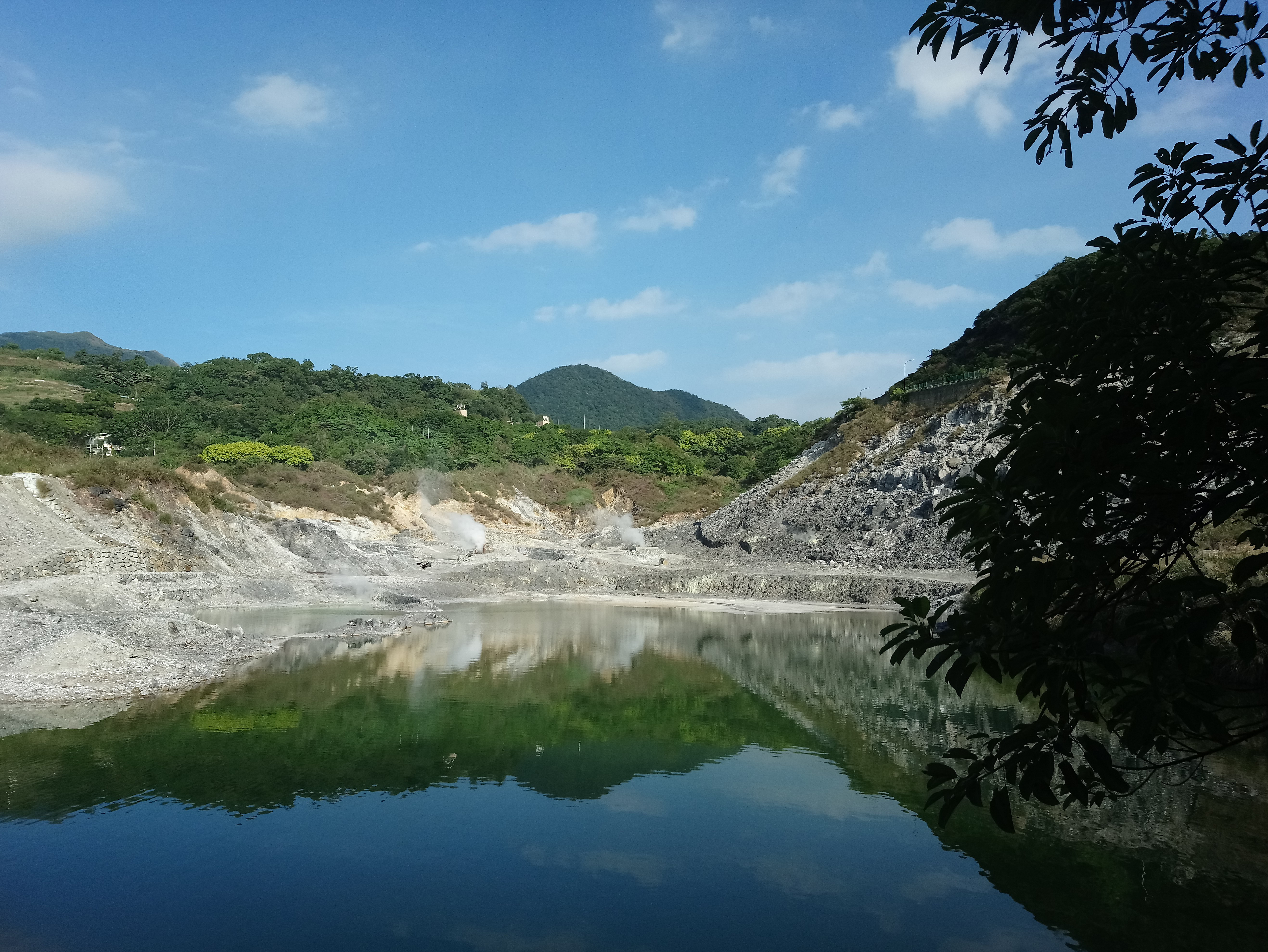
硫磺谷地熱景觀區

泉質屬酸性硫酸鹽泉，pH值3~5，泉色呈黃白色，有硫磺味。 白磺泉是引山泉水或溪水入溫合地，讓清水吸納火山氣體和地熱所形成的人工溫泉。硫磺谷溫泉便是白磺泉的一種，主要分布在陽金公路西側，十八分大磺嘴一帶。溫泉略帶硫磺味，酸鹼值約pH4-5，泉溫約45℃，不宜大量飲用。現在還有醫師研究發現，白磺泉泡10分鐘之後，比起一般熱水還有碳酸氫泉，肺活量提升最多，但醫師也提醒，白磺泉屬於硫磺泉，最多只能泡個20分鐘，密閉空間泡太久，可能會中毒，灼傷呼吸道。

### 鐵磺泉
鐵磺泉分佈於雙重溪溪谷一帶，屬於中性碳酸鹽溫泉，是一種溫度較低，約40至60℃的溫泉，沒有臭味，透明的淡褐色，而池底則常沉澱著鐵石灰質礦物，泉源附近常堆有石灰華層。 據指所含有的鐵礦物質對神經痛、皮膚病、風濕有一定療效。

## 歷史人文

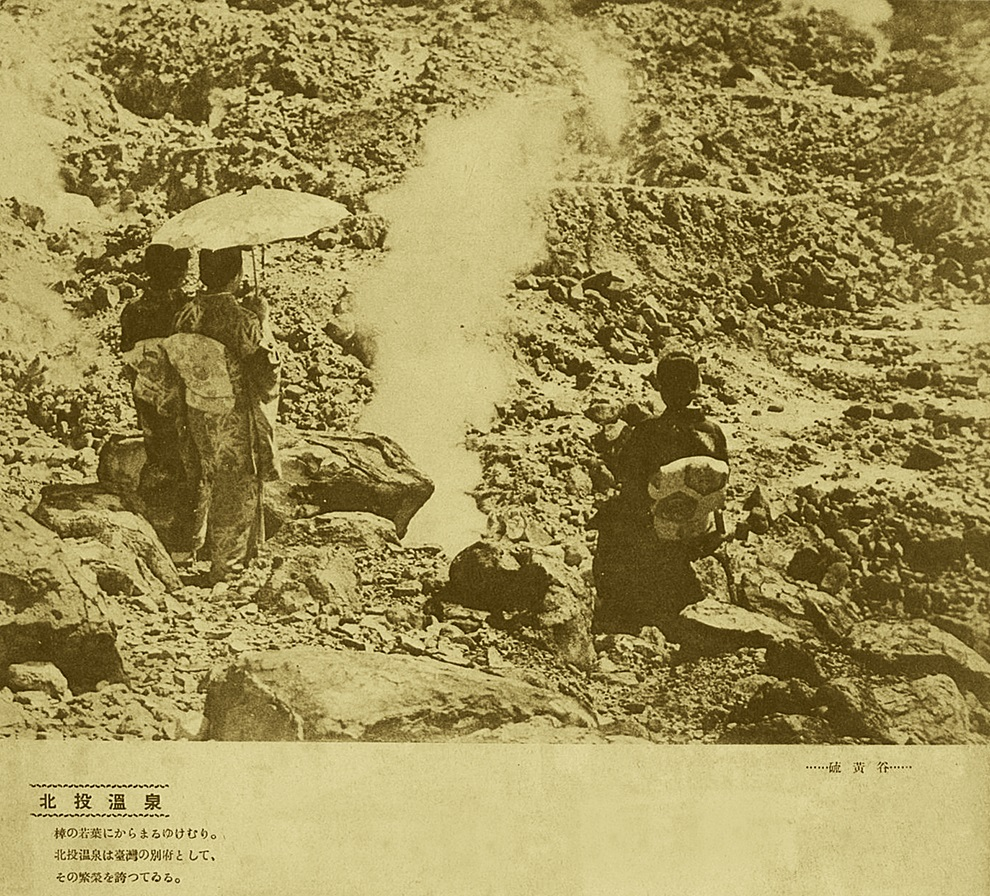
北投溫泉硫磺谷老照片

1894年（清光緒20年），首位在北投溫泉開設溫泉俱樂部的是德國硫磺商人奧里（Ouely）。翌年（1895年）10月10日，日本角田秀松海軍少將及仁禮敬之台北縣書記官，赴北投視察溫泉。17日，水野遵民政局長等人在出席士林舊街國語學校開校式後，亦到北投視察。11月，總督樺山資紀也來視察該地，在現今北投溫泉博物館旁的北投溪，漸漸形成湯瀧浴場。

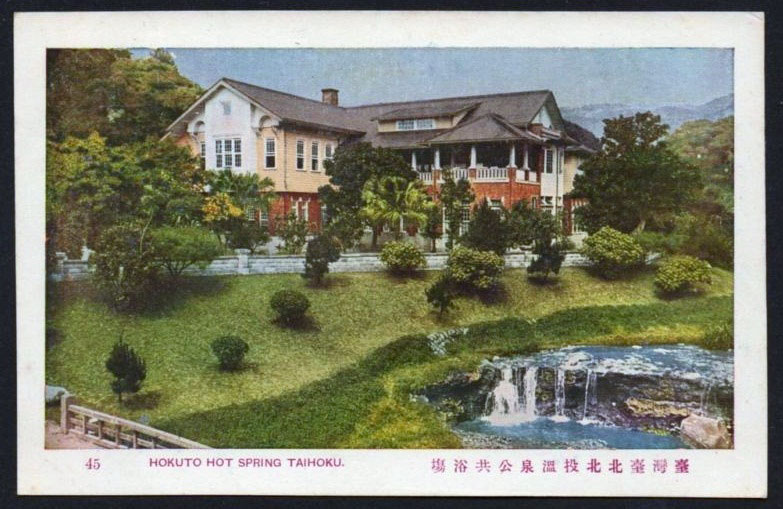
日治時期的北投溫泉公共浴場

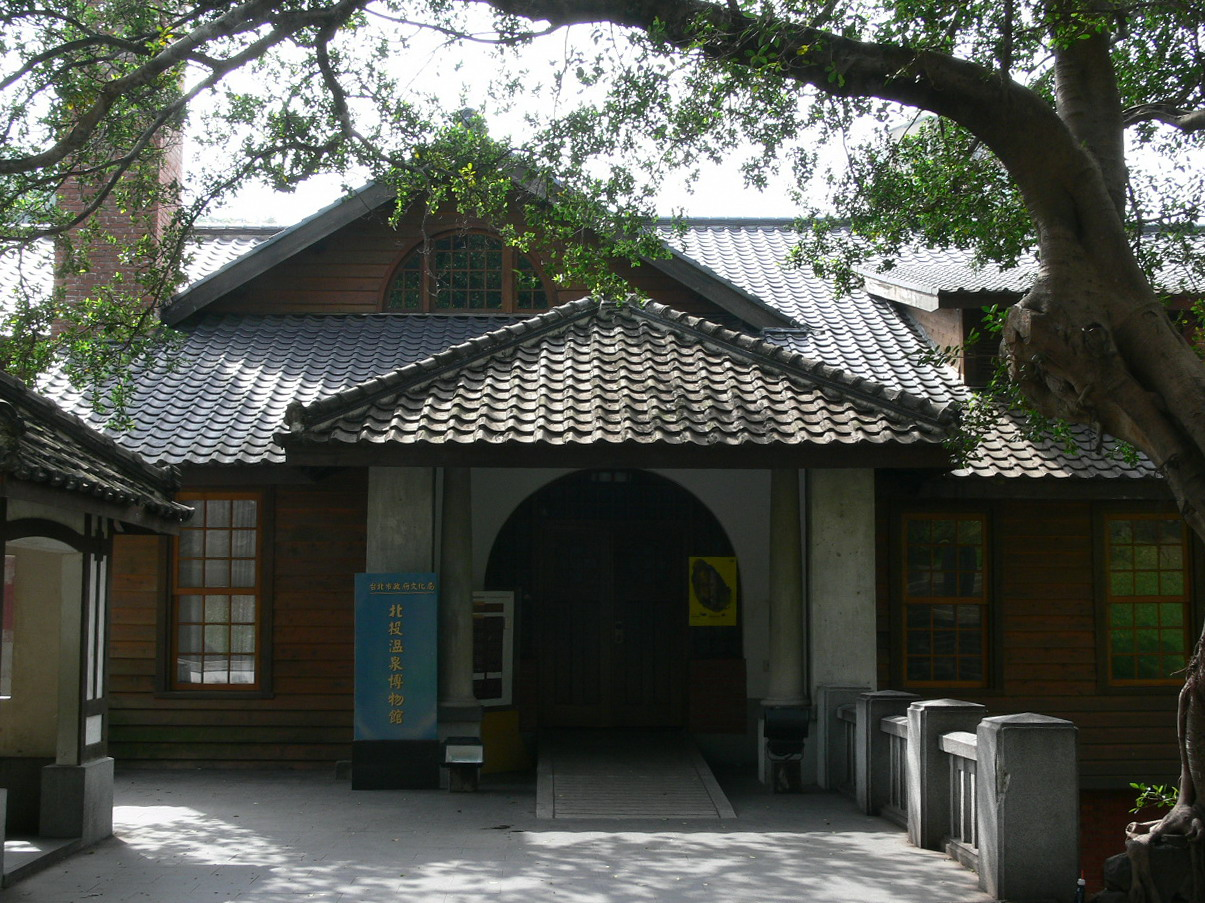
北投溫泉博物館入口

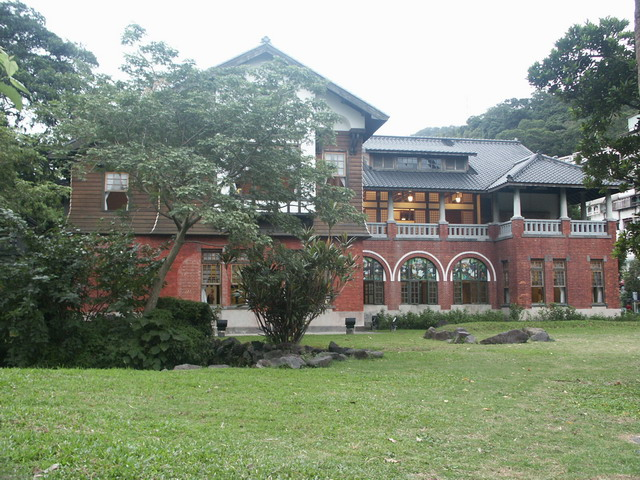
北投溫泉博物館

1896年，日本人平田源吾在此設立了天狗庵旅舍，是臺灣第一家溫泉旅社，但早已傾頹無用，後緊臨天狗庵旅舍舊址興建三年的日本第一名溫泉旅館北投加賀屋日式溫泉旅館於2010年12月18日開幕，日本加賀屋合作，由日勝生活科技投資建造，樓高14樓，地下3樓，共90間房；至1905年（明治35年），平田源吾募款建成普濟寺，供奉湯守觀音，於10月17日舉行了開眼儀式，以保祐當地溫泉業的發展。1905年，台北博物館員工岡本要八郎和春原三壽吉在北投溪發現北投石。1909年（明治42年）8月10日平田源吾發行了《北投溫泉誌》，成為日後重要的北投溫泉歷史研究文獻。1913年（大正2年）6月，在日本政府台北州廳主導設立北投溫泉公共浴場，當時是仿照日本靜岡縣伊豆山溫泉的格局興建，共花費5萬6千多日圓。及後，日本朝香宮鳩彥王殿下、高松宮宣仁親王殿下和久邇宮邦彥王殿下分別在1927年和1928年先後參訪北投公共浴場。1930年，北投溫泉旅館料理屋組合為了北投溫泉的發展，委託作曲家町田嘉章，將知名作詞家栗原白也所作之《北投小唄》詞譜曲，是北投溫泉觀光的盛事。
在1960年代-1970年代（民國50-60年代），溫泉旅館大量建立，估計當時有高達70多間溫泉旅館經營，然而，在1975年後的20年間，溫泉旅館業走下坡，有近50家溫泉旅館相繼停業。這段期間，只有2家新開的溫泉旅館，可能是因為「女性侍應生」制度的廢除、經營模式不善、公共建設不足、以及溫泉過度開發等原因所造成。1995年北投國小師生發起搶救北投溫泉公共浴場，最後由北投在地的前國大代表許陽明出面向市長陳水扁陳請搶救成功。1998年，內政部將北投公共浴場列為三級古蹟，並由許陽明與居民共同推動將之整修為北投溫泉博物館。除了北投溫泉公共浴場，許陽明也研整理、究提出陳請將北投普濟寺、北投草山教師研習中心、北投不動明王寺、北投台灣銀行舊宿舍、前日軍衛戍醫院北投分院、北投穀倉、北投吟松閣、北投文物館、長老教會北投教堂、草山御賓館成功列為三級古蹟或台北市定古蹟。隔年，觀光局將1999年定為「北投溫泉年」，推動全民認識北投溫泉資源與文化，重新帶起北投的溫泉產業。
與草山溫泉、關子嶺溫泉、四重溪溫泉並列日治時期台灣四大名泉。
溫泉名物為萩餅和湯花。

### 特殊產業
在台灣日治時期，北投溫泉已有「女性侍應生」的制度，遊客可指定女性侍應生接待沐浴，故此當時的北投溫泉成為知名的聲色場所，一直承續至民國時代。在美軍駐臺時，更常有美軍召妓娛樂，1954年4月30日，北投的「女侍應生住宿戶聯誼會」成立，使北投成為合法的風化區。1967年12月22日，美國《時代週刊》更以「北投溫柔鄉」為題，介紹北投溫泉，文中刊載了一位美國軍人與兩位女侍應生共浴的照片。由於色情業氾濫，有損國際形象，「女性侍應生」制度於1979年被政府廢止。
如今的北投溫泉已轉型為純粹觀光、休閒導向，色情業已全面絕跡。

### 限時專送
在女性侍應生服務盛行的日治時期，為了便利侍應生往來各個溫泉旅館，應運而生有了「限時專送」這個特別的接送服務。最初使用的交通工具主要是黑轎車和三輪車；到了1950年代，逐漸轉由機車接送。要加入限時專送這個行業，必須加入車隊，繳交行費，接受排班，而客人可經由車行安排專車接送服務。除了接送侍應生之外，限時專送也會接載北投當地居民上下山、代購生活用品和及替遊客指引方向。1979年，政府廢止公娼之後，限時專送這個行業也受到影響。至1999年，區公所成立巡守隊，由一批限時專送車隊的隊員擔任安全守衛巡邏工作，但後來現時專送重起興起，除了載送民眾之外，還可幫忙繳費、跑腿…等等，一直到現在仍然是北投當地居民愛好的大眾交通工具之一。

### 那卡西
起初北投的溫泉業者為了娛樂日本和台灣的客人，分別有三味線和南管的音樂。1925年，隨著收音機時代的來臨，自行創作的流行歌曲成為一項主要的娛樂。「那卡西」是日語的音譯，指的是一種流動式走唱的行業，而北投便是台灣那卡西的發源地，當地許多溫泉旅館都有多個那卡西樂團，整個溫泉區的那卡西樂團達上百團之多。音樂除了當時流行的創作歌謠外，也有從日語歌曲重新填詞的作品。樂器也由最早的三味線，轉變為西洋的手風琴、吉他等樂器，後期也使用電子琴。那卡西藝人必須熟記上百甚至上千首的歌謠，這些歌謠包括英語、日語、國語、台語等，客人點歌之後，要在幾秒內找到該樂譜開始演唱。1979年之後，隨著溫泉業的沒落和客人喜好轉為卡拉OK，那卡西這項工作也由北投溫泉區出走到台灣各地發展。

### 附註
1. ↑  KKday部落格. . blog.kkday.com. 2022-10-05  [2023-03-01]. （原始内容存档于2022-11-02） （中文（臺灣））.
2. 1 2  . 台灣光華雜誌. 2024-12: 6–13. ISSN 1991-525X.
3. ↑  .   [2007-05-20]. （原始内容存档于2005-09-21）.
4. ↑  李晶、林欣慧、方怡堯。《休閒健康行》。台北：中華民國休閒協會、北投文化基金會，2001。ISBN：9573027100)
5. ↑  細味北投 浸三磺泉 了解溫泉歷史[永久]，《成報》，2006-11-24

### 文獻
- 宋聖榮、劉佳玫，2003年，台灣的溫泉。遠足文化事業有限公司出版。ISBN 957-28031-7-4
- 台北市文化局，2002年，北投地方史 溫泉篇。財團法人台北市北投文化基金會發行。ISBN 957-30023-5-3

## 外部連結
- 北投溫泉浴場（页面存档备份，存于）--文化部文化資產局網站
- 北投溫泉博物館（页面存档备份，存于）--旅遊資訊王
- 臺灣第一家 天狗庵（页面存档备份，存于）--Burt生活多寶格
- 北投地熱谷（页面存档备份，存于）--Burt生活多寶格